# MP 05 sorozat
Az MP 05 (franciául: Métro sur Pneu d’appel d’offres de 20 05) egy gumiabroncsos elektromos motorvonat vezető nélküli működéssel, amelyet az RATP rendelt 2005-ben a párizsi metró számára. Az eredeti 49 egységet úgy tervezték, hogy lehetővé tegyék az 1. vonal régebbi MP 89-ei számára, hogy átkerüljenek a 4. sorba, hogy automatizálják a vonalat. A 14-es vonalon 2017-ig további 18 MP 05-ös flottát rendeltek el a szolgálati frekvenciák javítása és a vonal Mairie de Saint-Ouen felé történő északi meghosszabbításának előkészítése, valamint az 1-es vonal szolgáltatásbővítése érdekében. A szerelvényeket az Alstom gyártja.
Az MP 05-ös vonatok a második párizsi metrójárművek, amelyek klímaberendezést tartalmaznak, az MF 01-es jármű az első.

## Története

### Az 1-es vonal automatizálása
A teljesen automatizált 14-es vonal sikerét követően a 2000-es évek elején az RATP további vonalak automatizálását tervezte. Az automatizálás nemcsak azt tenné lehetővé, hogy Párizs a vasúti ipar technológiai innovációinak modellje maradjon, hanem a normál üzemben lévő vonalak számának növelését is lehetővé tenné, amikor az RATP dolgozói sztrájkolnak.
Az RATP először az 1-es vonalra összpontosított, amely a hálózat legforgalmasabb és a turisták által leginkább használt vonala. A vonal MP 89 CC gördülőállományát azonban nem automatizálták. Az RATP a gördülőállomány cseréje mellett döntött, nem pedig utólagos felszerelése mellett, mivel a meglévő MP 89 szerelvényeket a 4-es vonalon az elöregedő MP 59-es szerelvények cseréjére a jelenlegi állapotuk szerint újra fel lehet használni.
2015. október 23-án az Alstom és az RATP ünnepelte a 67. és egyben utolsó MP 05-ös vasúti kocsi gyártását.

## Fordítás
- Ez a szócikk részben vagy egészben az MP 05 című angol Wikipédia-szócikk ezen változatának fordításán alapul.  Az eredeti cikk szerkesztőit annak laptörténete sorolja fel. Ez a jelzés csupán a megfogalmazás eredetét és a szerzői jogokat jelzi, nem szolgál a cikkben szereplő információk forrásmegjelöléseként.